# Molnár Anikó (színművész)
Molnár Anikó (Ajka, 1983. június 2. –) magyar színésznő, drámapedagógus.

## Életpályája
Ajkán született, 1983. június 2-án. Az ajkai Vörösmarty Mihály Általános Iskola és Gimnáziumban érettségizett 2002-ben.  A Pesti Magyar Színiakadémia hallgatója volt, ahol 2007-ben végzett. Egyetemi diplomáját a veszprémi Pannon Egyetem Modern Filológia és Társadalomtudományi Karán  magyar nyelv és irodalom - színháztörténet szakon 2009-ben kapta meg. 2005-ben a Magyar Drámapedagógiai Társaság drámapedagógiai tanfolyamát is elvégezte. 2002 és 2012 között a Forrás Színház színésze és drámapedagógus volt a Magyarpolányi Művészeti Alapiskolában. 2012-től a Soproni Petőfi Színház színésznője, és 2019-től a NépmesePont (Pro Kultúra Sopron Nonprofit Kft.) drámapedagógusa.
2023-tól a Színház- és Filmművészeti Egyetem hallgatója, drámainstruktor szakon.

## Fontosabb színházi szerepei
- William Shakespeare: Macbeth... Lady Macbeth
- Molière: Képzelt beteg... Angyalka, Lujzácska
- Voltaire: Candide... Paquette
- Carlo Goldoni: Két úr szolgája... Smeraldina
- Arisztophanész: A Gazdagság... Xanthippé
- Odúlakó (Fjodor Mihajlovics Dosztojevszkij: Feljegyzések az egérlyukból)... Liza
- Nyikolaj Vasziljevics Gogol: A revizor... Marja Antonovna
- Henrik Ibsen: Ha mi holtak feltámadunk... Irene[2]
- Henrik Ibsen: Peer Gynt... Solvejg
- John Steinbeck: Egerek és emberek... Curly felesége
- Ingmar Bergman: Őszi szonáta... Eva
- Bornemisza Péter: Magyar Elektra... Elektra
- Csokonai Vitéz Mihály: Karnyóné... Boris
- Petőfi Sándor: Tigris és hiéna... Ilona királynő
- Arany János: Toldi... szereplő
- Molnár Ferenc – Németh Ervin: A Pál utcai fiúk... Cukorkaárus
- Molnár Ferenc: Az üvegcipő... Irma; Kati
- Molnár Ferenc: Liliom... Juli
- Heltai Gáspár – Németh Ervin: Ponciánus császár históriája... Udvarhölgy
- Weöres Sándor: Csalóka Péter... Csalóka Péterné
- Weöres Sándor: Holdbeli csónakos... Pávaszem
- Szabó Magda: Kígyómarás... Kémery Paula[3]
- Lázár Ervin – Németh Ervin: A jószívű boszorka... Tündér Tercia
- Tamási Áron – Szarka Gyula: Ördögölő Józsiás... Jázmina, tündérkirálylány
- A vérehulló madár... Kígyó
- Szarka Gyula:	Tücsöklakodalom... Tücsöknyoszolyólány
- Németh Ervin: Áldott János... Anyicska
- Németh Ervin: Mátyás király krónikái... Szép Ilonka
- Németh Ervin: Szivárvány szép kapujában... Zsiványkirály
- Gion Nándor – Németh Ervin: Kárókatonák... Aranka
- Takeshi Kitano – Németh Ervin: Csillagbölcső... Kékruhás lány
- Robert Williams – Németh Ervin: Luke és Jon... Anya
- Németh Ervin: Mindörökké Júlia... Szendrey Júlia[4]
- Tor Åge Bringsvaerd: A Hatalmas Színrabló... Macska
- Kerényi Imre: Csíksomlyói magyar passió... Kirika
- Székely betlehemes... Szűz Mária
- Szamártestamentum – több szerepben
- Stefo Nantsou – Tom Lycos: Kövek... Shy Boy
- Katona Imre: A zuhanás második pillanata... A
- Katona Imre:	Isten komédiása... Klára (a felnőtt és a gyermek)
- Tim Rice – Andrew Lloyd Webber: Evita... fényképész, arisztokrata, munkásnő
- Kálmán Imre: Csárdáskirálynő... Krisztina
- Ábrahám Pál: Bál a Savoyban... La Tangolita, argentin táncosnő
- Várkonyi Mátyás – Béres Attila: A bábjátékos... Cinella
- Dés László – Geszti Péter – Békés Pál: A dzsungel könyve... Sir Kán
- Elton John – Tim Rice: Aida... Nehebka
- Rejtő Jenő – Varga Róbert: Rejtő, a megejtő... több szerepben
- Michael Ende – Ács Tamás: A pokoli puncspancs... Tyrannja Vampiri
- Papp Gyula – Demjén Ferenc – Sárdy Barbara: Ármány és szerelem... Sophie
- Ifj. Johann Strauss: Egy éj Velencében... Barbara
- Stabat Mater... Mária
- Presser Gábor - Sztevanovity Dusán - Horváth Péter: A padlás... Süni

## Színházi rendezése
- Stefo Nantsou – Tom Lycos: Kövek (2012 óta műsoron tartva)

## Dramaturgiai munkái
- Ingmar Bergman: Jelenetek egy házasságból (2018) - Soproni Petőfi Színház[5]
- Hubay Miklós: Római karnevál (2019) - Soproni Petőfi Színház
- Thornton Wilder: A mi kis városunk (2019) - Szolnoki Szigligeti Színház

## Televíziós szerepei, filmszerepei
- A Morcogi (ifjúsági film, 2007; r.: Wiegmann Alfréd) – Ica
- A napfényben fürdő kastély (ifjúsági film, 2010; r.: Bozsogi János) – Anna
- Képtelen történet (2014; r.: Bozsogi jános) – Kiss Mária
- Csonka délibáb (2015; r.: Bozsogi János) – Juli
- Holnap Tali! (2017; r.: Radnai Márk) – Noémi
- Téli virágzás (2018; r.: Bozsogi János) – feleség

## Díjai, elismerései
- Soproni Petőfi Színház, nívódíj, 2013/2014-es évad[6]
- Soproni Petőfi Színház, nívódíj, 2017/2018-as évad[7]